# Vulpotlood

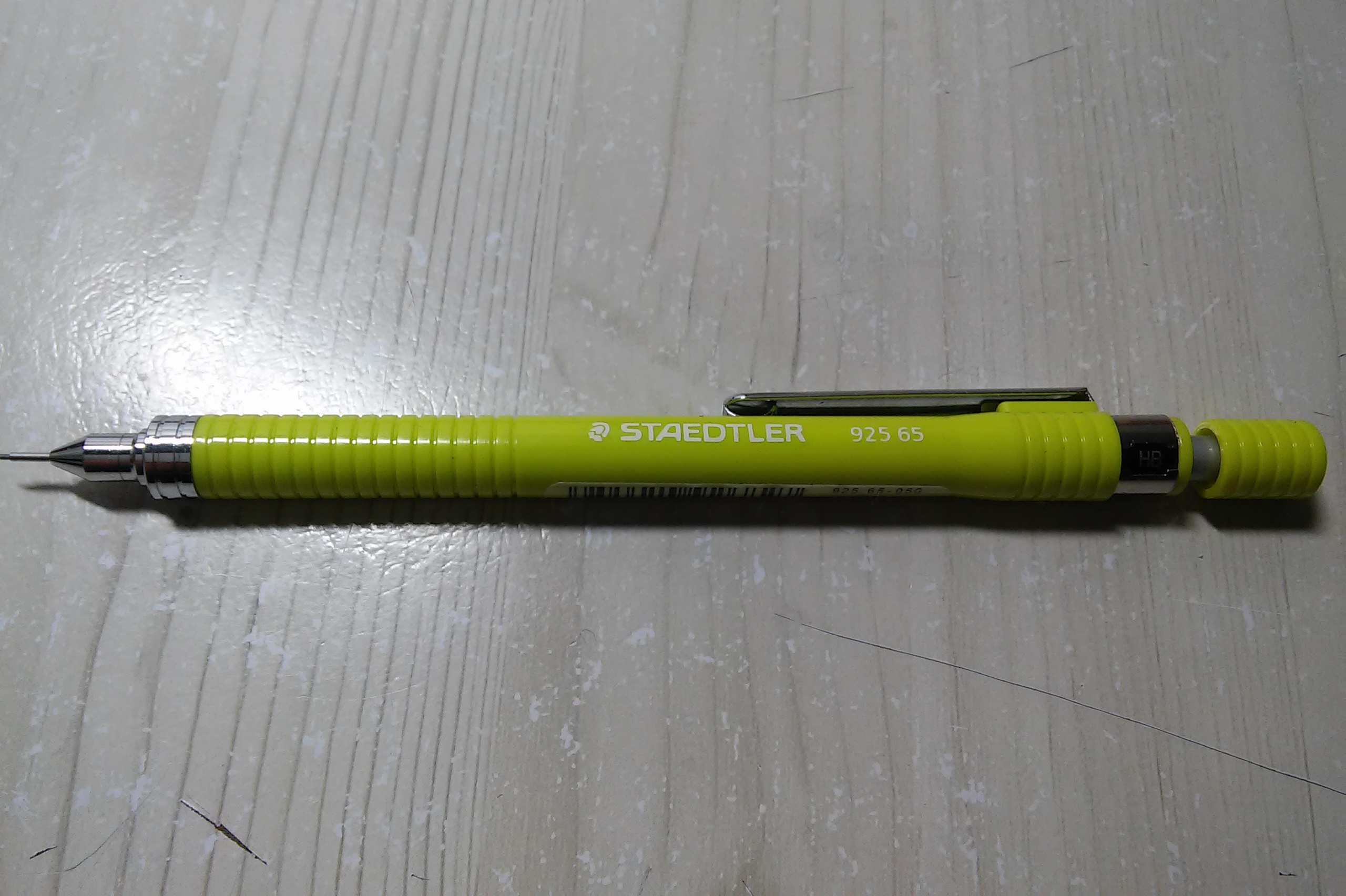
Staedtler 925 65

Een vulpotlood (stifthouder of mechanisch potlood) is een houder, meestal van kunststof, die in hoofdzaak de vorm heeft van een gewoon zeskantig of rond potlood. Binnenin zit bij een vulpotlood een smal hulsje waar een stift, bestaande uit een mengsel van klei en grafiet, door middel van een mechanisme ingeklemd kan worden. Stiften zijn ook apart te koop, voor het navullen. Ze zijn er in diverse dikten. Boven op de stifthouder zit een knopje waarmee het klemmen van de stift kan worden opgeheven om de stift op de gewenst lengte uit te schuiven. Voordelen van een vulpotlood zijn dat je nooit een punt hoeft te slijpen (althans met dunne stiften, bijvoorbeeld 0,5 mm), en dat de houder niet korter wordt bij het slijten van de stift.
Doorgaans is het knopje op de houder voorzien van gum en heb je dat altijd bij de hand. Het is bij een eenvoudig vulpotlood niet vervangbaar, dus als men steeds een gum ter beschikking wil hebben bepaalt dit hoelang het vulpotlood meegaat (en als het gum korter meegaat dan de stift heeft men geen navulstiften nodig). Een luxe vulpotlood heeft daarom geen gum, of een gum dat vernieuwd kan worden.
Meestal is de stifthouder ook voorzien van een clip, zodat hij gemakkelijk in de borstzak of binnenzak vastgeklemd kan worden.

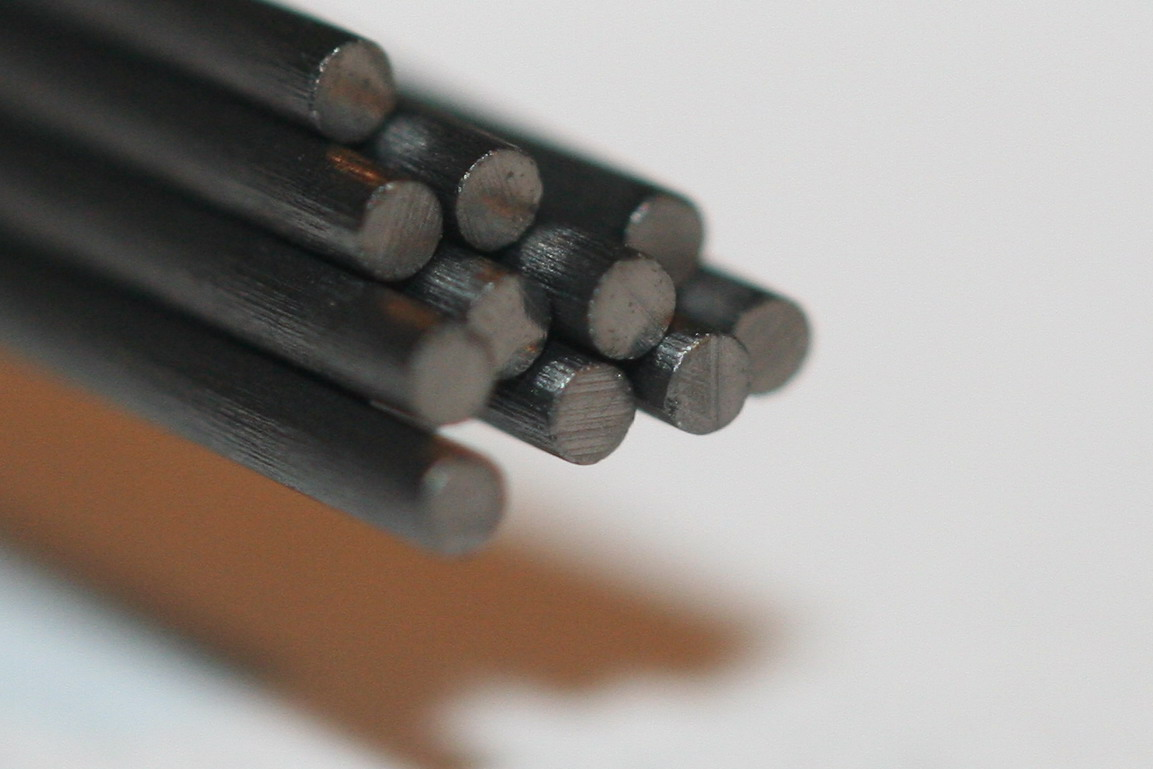
Koolstofstiften voor een vulpotlood